# Twang (альбом)
Twang — двадцать шестой студийный альбом американского кантри-певца Джорджа Стрейта, вышедший 11 августа 2009 года на лейбле MCA Nashville. Продюсером был Tony Brown. Благодаря этому диску Дж. Стрейт в 5-й раз возглавил общенациональный чарт США Billboard 200 и в 23-й — кантри-чарт Top Country Albums, а также был номинирован на премию Грэмми.
Сингл «Living for the Night», который Джордж написал в соавторстве со своим сыном Bubba и поэтом-песенником Дином Диллоном, вышел ещё ранее, в мае 2009 года. Общий тираж в США на 8 января 2011 составил 662,023 копий.

## Об альбоме
Альбом получил положительные отзывы музыкальных критиков: Allmusic, Джеффри Ремз (Jeffrey B. Remz) из Country Standard Time, Крис Нил (Chris Neal) из Country Weekly, Бобби Пикок (Bobby Peacock) из Roughstock, Уитни Пасторек (Whitney Pastorek) из Entertainment Weekly, Jim Malec из «the9513.com», Джонатан Кифи (Jonathan Keefe) из журнала Slant Magazine дал три звезды из 5.
«Twang» дебютировал на вершине с тиражом в 155,000 копий и стал 5-м для Джорджа чарттоппером в Billboard 200, вслед за альбомами «Carrying Your Love With Me» (1997), «50 Number Ones» (2004), «Somewhere Down in Texas» (2005) и «Troubadour» (2008).
Также он стал 23-м чарттоппером Стрейта в кантри-чарте Top Country Albums (что является рекордом среди всех исполнителей кантри-музыки).
2 декабря 2009 года альбом был номинирован на музыкальную премию Грэмми в категории «Лучший альбом в стиле кантри».

## Список композиций
| №                   | Название                          | Автор(ы)                                      | Длительность |
| ------------------- | --------------------------------- | --------------------------------------------- | ------------ |
| 1.                  | «Twang»                           | Jim Lauderdale, Kendall Marvel, Jimmy Ritchey | 2:55         |
| 2.                  | «Where Have I Been All My Life»   | Sherrié Austin, Wil Nance, Steve Williams     | 3:06         |
| 3.                  | «I Gotta Get to You»              | Lauderdale, Ritchey, Blaine Larsen            | 3:10         |
| 4.                  | «Easy as You Go»                  | Steve Bogard, Rick Giles                      | 3:22         |
| 5.                  | «Living for the Night»            | Dean Dillon, Bubba Strait, George Strait      | 3:41         |
| 6.                  | «Same Kind of Crazy»              | Delbert McClinton, Gary Nicholson             | 3:32         |
| 7.                  | «Out of Sight, Out of Mind»       | B. Strait, G. Strait                          | 3:07         |
| 8.                  | «Arkansas Dave»                   | B. Strait                                     | 3:18         |
| 9.                  | «The Breath You Take»             | D. Dillon, Jessie Jo Dillon, Casey Beathard   | 3:35         |
| 10.                 | «He's Got That Something Special» | B. Strait, G. Strait, D. Dillon               | 3:23         |
| 11.                 | «Hot Grease and Zydeco»           | Gordon Bradberry, Tony Ramey                  | 3:19         |
| 12.                 | «Beautiful Day for Goodbye»       | Pat Bunch, Doug Johnson                       | 3:09         |
| 13.                 | «El Rey»                          | José Alfredo Jiménez                          | 2:26         |
| Общая длительность: | Общая длительность:               | Общая длительность:                           | 42:11        |

## Позиции в чартах
| Чарт (2009)                        | Высшая позиция |
| ---------------------------------- | -------------- |
| Australian ARIA Top Country Albums | 16             |
| Canadian Albums Chart              | 5              |
| U.S. Billboard Top Country Albums  | 1              |
| U.S. Billboard 200                 | 1              |

### Итоговый годовой чарт
| Чарт (2010)                     | Year-end 2010 |
| ------------------------------- | ------------- |
| US Billboard Top Country Albums | 31            |